# Тихоновский, Сергей Иванович
Сергей Иванович Тихоновский (бел. Сяргей Ціханоўскі; род. 26 июня 1990, Смолевичский район, Минская область) — белорусский футболист, полузащитник мозырской «Славии».

## Клубная карьера
Начинал карьеру в составе дубля борисовского «БАТЭ», откуда в 2010 году перешёл в перволиговый «Руденск». В 2011 году стал игроком жодинского клуба «Торпедо-БелАЗ», вместе с которым дебютировал в Высшей лиге. Однако закрепиться в основе жодинцев не смог, преимущественно только выходил на замену. В результате в феврале 2013 года покинул «Торпедо».
Сезон 2013 провел в Первой лиге в клубе «Берёза-2010». В марте 2014 года подписал контракт с могилёвсим «Днепром». Сначала прочно играл за основу могилевчан, но потом стал реже попадать в состав. В октябре 2014 года покинул «Днепр».
С января 2015 года находился в составе мозырьской «Славии», с которой в марте 2015 подписал контракт. Сумел закрепиться в качестве основного опорного полузащитника мозырян. В июле 2015 года не играл из-за травмы, позже вернулся в основной состав.
В январе 2016 года прибыли на просмотр в «Слуцк», но не подошёл этому клубу. В феврале отправился в стан «Витебска» и вскоре подписал контракт. В составе витеблян одним из основных опорных полузащитников. В сезоне 2017 чаще выходил на замену.
В начале 2018 года готовился к новому сезону с «Витебском», однако в феврале покинул команду и вскоре присоединился к таджикскому клубу «Истиклол». В первом же матче выиграл Суперкубок Таджикистана (2 марта 2018 года, 3:2 против Худжанда.
В июле 2018 года стал игроком «Городеи», где закрепился в стартовом составе. В ноябре продлил контракт с клубом на сезон 2019. Сезон 2019 начинал в основе, позднее стал чаще оставаться на скамейке запасных. В августе покинул клуб и вскоре пополнил состав брестского «Руха», с которым поднялся из первой лиги в высшую. В сезоне 2020 был капитаном команды, хотя появлялся на поле нерегулярно. В январе 2021 года по окончании контракта покинул команду.
В январе 2021 года тренировался с «Крумкачами», позднее присоединился к брестскому «Динамо», с которым в феврале подписал соглашение. Закрепился в стартовом составе команды.
В феврале 2022 года перешёл в казахстанский клуб «Кызыл-Жар СК». В январе 2023 года футболист покинул клуб.
В марте 2023 года футболист стал игроком мозырской «Славии»